# Большие Семенычи
Большие Семенычи — деревня в Наро-Фоминском районе Московской области, в составе сельского поселения Ташировское. Численность постоянного населения по Всероссийской переписи 2010 года — 35 человек, в деревне числятся 2 улицы и 4 садовых товариществ. До 2006 года Большие Семенычи входили в состав Крюковского сельского округа.
Деревня расположена в западной части района, на правом берегу реки Нара, примерно в 10 км к северо-западу от города Наро-Фоминска, высота центра над уровнем моря 173 м. Ближайшие населённые пункты на противоположном берегу реки — Обухово и Жихарево.